# Футбол на летних Азиатских играх 2014
Соревнования по футболу на летних Азиатских играх 2014 прошли с 14 сентября по 2 октября. Было разыграно два комплекта наград среди мужчин и женщин.

## Медали

### Общий зачёт
| Место | Команда          | Золото | Серебро | Бронза | Всего |
| ----- | ---------------- | ------ | ------- | ------ | ----- |
| 1     | КНДР             | 1      | 1       | 0      | 2     |
| 2     | Республика Корея | 1      | 0       | 1      | 2     |
| 3     | Япония           | 0      | 1       | 0      | 1     |
| 4     | Ирак             | 0      | 0       | 1      | 1     |

## Стадионы
- Инчхон Мунхак Стэдиум, Инчхон
- Инчхон Футбол Стэдиум, Инчхон
- Намдон Азиэд Регби Филд, Инчхон
- Ансан Ва Стэдиум, Ансан
- Коян Стэдиум, Коян
- Хвасон Стэдиум, Хвасон